# Epoxy (bande dessinée)
Pour les articles homonymes, voir Époxy (homonymie).

Epoxy est une bande dessinée érotique créée en mai 1968 par Paul Cuvelier (dessin) et Jean van Hamme (scénario). Il s'agit de la première œuvre publiée de Jean van Hamme.
Epoxy est une jeune femme qui évolue dans un univers mythologique en étant complètement nue. Chaque séquence de son voyage initiatique est coloriée différemment afin d'en mieux marquer les étapes.

## L'histoire
Alors qu'elle navigue seule à bord d'un voilier au large d'îles grecques, Epoxy est jetée à la mer à la suite d'un accident avec un yacht qui la repêche aussitôt dans un filet. Une femme aux seins nus, arborant un cache-œil, l'amène alors voir son maître Koltar, qui est décrit comme repoussant mais qui reste caché dans une petite pièce sphérique. Après l'avoir probablement mêlée à ses bacchanales, il la livre en offrande aux anciens dieux.
C'est alors que commence pour Epoxy une aventure hors du temps. Elle se retrouve échouée sur le rivage d’une contrée mythique, où elle est d'abord enlevée par les Amazones dont la reine Hippolyte la prend pour maîtresse. Puis Héraclès accompagné de Thésée et deux autres personnages masculins viennent pacifiquement demander à Hippolyte sa ceinture d'orichalque. Une des gardes de la reine lui propose de les tuer; la reine refuse, Héraclès étant le fils de Zeus. Hippolyte les reçoit donc avec Epoxy, se moque d'Héraclès qui laisse parler Thésée à sa place, puis elle s'offre à lui; étonnée, Epoxy fait l'amour avec les 3 autres hommes. La garde voit cela, est dégoûtée et sonne l'alarme; Hippolyte est étranglée par Héraclès qui la croit complice. Epoxy s'enfuit avec eux puis couche avec Thésée. Lorsqu'elle se réveille le matin suivant, Thésée l'a abandonnée en pleine nature, ne lui laissant rien d'autre qu'un petit morceau de tissu. Alors qu'elle parcourt les environs, Epoxy manque de se noyer dans une rivière mais elle est secourue par un centaure, Fural, qui tente d'abord de la séduire puis la convie chez les centaures. Mais leur chef, Chiron, rappelle qu'une mortelle n'a pas le droit de venir chez eux et décide qu'Epoxy doit être tuée pour éviter qu'elle ne révèle l'emplacement de leur pays. Fural se rebelle et se sacrifie pour laisser Epoxy prendre la fuite. Des centaures finissent par la capturer et Chiron confie son sort à Delcaïne, la compagne de Fural. Celle-ci fait boire à Epoxy un philtre de soumission pour qu'elle devienne l'offrande des centaures lors des Anthestéries.
Alors que Dionysos accueille Silène pour sa fête et que Pan joue un air de flûte, Chiron interrompt la musique pour offrir Epoxy au dieu. Comme celui-ci dit ne se consacrer qu'au vin ce jour-là, il demande à son fils Priape de profiter de l'offrande à sa place. En plein acte sexuel (qui se déroule en public), le philtre cesse de faire effet : Epoxy reprend conscience et ne comprend pas ce qui lui arrive; elle repousse Priape. Dionysos fait alors part de son mécontentement à Chiron en lui rappelant que chaque participant aux Anthestéries doit être consentant, qu'il ne comprend pas cet outrage mais qu'il saura s'en souvenir. En retrait, Delcaïne savoure sa victoire car son objectif était d'humilier Chiron pour se venger de la mort de Fural. Dionysos efface la mémoire d'Epoxy pour qu'elle oublie ce qu'elle vient de vivre et de voir, puis il demande que tout le monde la laisse partir.
Epoxy est à nouveau seule et se demande ce qu'elle fait dans ce monde parallèle. Après une nuit de sommeil, elle se retrouve face à un taureau qui la soumet à ses désirs par le regard, mais un aigle attaque le bovin, capture Epoxy dans ses serres et la relâche sur une île, où une génisse lui explique que le taureau n'était autre que Zeus, que l'aigle était Héra, jalouse des infidélités de son époux, et qu'elle-même est Io. Héra regroupe sur cette île toutes les femmes que Zeus a séduites. Elles y côtoient aussi Antigone fille de Laomédon, Lisyppé et Iphianassa, filles de Proétos, et la nymphe Écho. Epoxy a peur de devenir aussi folle que certaines d'entre elles et songe à fuir, mais Io lui explique qu'Argos Panoptès, un gardien invisible fidèle à Héra, les empêche à la fois de fuir et de mourir. La jeune femme tente malgré tout sa chance en plongeant dans la mer, mais Argos, géant doté de cent yeux, la rattrape. Alors que celui-ci commence à jouer avec Epoxy, une musique retentit et l'endort. Un homme surgit alors de derrière un rocher et profite de la visibilité du géant pour le tuer. Il s'agit en fait du dieu Hermès, qui recueille alors Epoxy dans sa retraite, qui le trouve joli garçon. Il vante alors ses mérites, lui montrant notamment les différents objets qu'il a volés aux autres dieux, dont le casque d'Hadès qui rend invisible celui qui le porte. Puis il fait l'amour avec Epoxy.
La jeune femme rencontre ensuite Psyché, qui attend que la sentence d'Aphrodite s'applique alors même qu'elle ne comprend pas de quoi elle est accusée. Epoxy lui propose alors de prendre sa place car elle n'en peut plus de souffrir. Elle attend donc que les Kères viennent la tuer, mais Zéphyre l'emporte auprès d'un ange qui croit avoir sauvé Psyché. L'ange découvre alors l'identité d'Epoxy et constate aussi la présence du casque d'Hadès à ses côtés. Il veut se venger en profitant d'elle mais Aphrodite la capture à son tour. La déesse accepte de la croire innocente et de n'avoir aucune peine à prononcer. Toutefois, comme Epoxy était en possession du casque d'Hadès, Aphrodite lui ordonne d'aller le rendre à son propriétaire.
L'ange, qui est en fait le dieu Éros, emporte donc Epoxy jusqu'aux portes des enfers. Comme il considère que la jeune femme lui a volé sa douce Psyché, il se venge en la lâchant depuis les airs. Au sol, Epoxy tombe dans les bras d'Hermès, avec qui elle fait à nouveau l'amour. Le dieu lui explique ensuite, dans un discours métaphysique, qu'elle ne peut pas changer le cours des choses et qu'elle doit se soumettre à la volonté des dieux, et qu'ils ne peuvent malheureusement pas vivre ensemble. Il lui laisse un bracelet en souvenir. À nouveau seule, Epoxy traverse le bosquet de Perséphone et met le casque d'Hadès pour pénétrer dans les enfers sans se faire voir de Cerbère puis pour franchir le Styx à bord de la barque de Charon. Elle jette alors le casque aux pieds d'Hadès. Perséphone suggère de la jeter vivante dans le Tartare mais Hadès refuse qu'on prenne des décisions à sa place. Il laisse provisoirement Epoxy aux mains d'une vieille Érinye, Mégère, en attendant de prendre une décision. Elles traversent rapidement les Champs Élysées, où Epoxy se dit prête à rester, mais Mégère l'emmène au bord du Tartare. Elle lui présente différents condamnés qui purgent leur peine : Tityos, Ixion, Tantale... Lorsqu'elle s'apprête à lui montrer les Danaïdes puis probablement Sisyphe, une jeune femme l'interrompt. Elle se dit envoyée par Perséphone pour demander à Epoxy de l'excuser pour son mauvais accueil. Cette jeune inconnue déclare alors qu'Epoxy est très belle puis elle l'embrasse avant de se présenter : Éris, déesse de l'oubli.
Epoxy perd connaissance et se retrouve dans le noir complet. Deux spéléologues, Marc et François, découvrent le corps nu d'Epoxy sous un volcan lors d'une mission géologique et la ramènent à la surface. Bien qu'en état de léthargie selon le médecin qui l'ausculte, la jeune femme est en parfaite santé. Alors que le volcan est considéré comme éteint, une éruption se déclenche. C'est à cet instant qu'Epoxy reprend conscience, clamant qu'« ils » l'appellent. Elle prétend que les scientifiques doivent la suivre, mais l'évacuation est déclarée. Epoxy sent que le bracelet que lui a offert Hermès lui serre le bras et s'enfuit vers le sommet du volcan. On comprend alors qu'elle se jette volontairement dans le cratère.

## Commentaires
Parue en 1968, Epoxy est l'une des premières bandes dessinées pour adultes publiées sans encourir les foudres de la censure. Quatre ans plus tôt, Barbarella, pourtant moins explicite encore, avait été interdite à la vente aux mineurs. Pour autant, il n'y a rien de scabreux dans Epoxy : l'acte sexuel n'est que suggéré et les parties pudiques des personnages sont soigneusement masquées à la vue du lecteur.
C'est après avoir découvert Barbarella que Paul Cuvelier, le dessinateur de Corentin, lassé des histoires trop sages du Journal de Tintin, aurait demandé cette histoire à Jean van Hamme.
La parution d'Epoxy n'a, à l'époque, rencontré qu'un succès d'estime. Il s'agit néanmoins de l'une des premières héroïnes érotiques de la bande dessinée franco-belge, d'une œuvre unique de Paul Cuvelier et du premier scénario publié de Jean van Hamme.

## Publications

### Albums
Epoxy est paru directement en album, en 1968, chez les éditions du Terrain vague dirigées par Éric Losfeld. Composée dans sa première édition en bichromie, cette bande dessinée a ensuite été rééditée en noir et blanc à deux reprises puis, en couleur, chez Lefrancq. Dernièrement, une nouvelle version, recoloriée par Bertrand Denoulet, est parue dans la collection Signé aux éditions Le Lombard. 
- 1968 : Epoxy, éd. Le Terrain vague, bichromie
- 1977 : Epoxy, éd. Horus, noir et blanc
- 1981 : Epoxy, éd. Marcus, noir et blanc
- 1997 : Epoxy, éd. Claude Lefrancq, couleurs François Craenhals
- 2003 : Epoxy, éd. Le Lombard, col. Signé, couleurs Bertrand Denoulet

### Périodiques
Epoxy est publié en Espagne en 1982 dans le magazine Cimoc.
- Epoxy dans Cimoc nos 14 à 18, 1982